# Parafia św. Józefa Rzemieślnika w Księżynie
Parafia pw. św. Józefa Rzemieślnika w Księżynie – rzymskokatolicka parafia należąca do dekanatu Białystok-Nowe Miasto, archidiecezji białostockiej, metropolii białostockiej, erygowana w 1992 roku.

## Obszar parafii
W granicach parafii znajdują się miejscowości: 
- Księżyno,
- Horodniany,
- Księżyno-Kolonia,
- Ignatki
- Koplany Cegielnia.